# Кошалин
Коша̀лин (на полски: Koszalin; на кашубски: Kòszalëno; на немски: Köslin; на латински: Coslinum) е град в северозападна Полша, Западнопоморско войводство. Административен център е на Кошалински окръг, без да е част от него. Самият град е обособен в самостоятелен градски окръг с площ 98,34 км2.

## География
Градът се намира на 11 километра южно от Балтийско море близо до езерото Ямно.

## Население
Населението на Кошалин възлиза на 109 233 души (2012 г.). Гъстотата е 1111 души/км2.
Демография:
- 1535 – 2500 души
- 1870 – 13 500 души
- 1900 – 20 400 души
- 1925 – 28 800 души
- 1940 – 33 500 души
- 1945 – 17 000 души
- 1950 – 18 900 души
- 1960 – 44 400 души
- 1970 – 65 200 души
- 1980 – 93 500 души
- 1990 – 109 000 души
- 2000 – 111 600 души
- 2008 – 109 538 души

## Спорт
Градът е дом на футболните клубове Гвардия (Кошалин) и Балтик (Кошалин).

## Фотогалерия
- Катедрала
- Пощата
- Нощен Кошалин